# أغنيس فاركاس
أغنيس فاركاس (بالمجرية: Farkas Ágnes) مواليد 21 أبريل 1973 في بودابست، هي لاعبة كرة يد مجرية سابقة. شاركت في دورة الألعاب الأولمبية الصيفية سنة 2000. حققت المركز الأول في بطولة أوروبا لكرة اليد للسيدات 2000.

## سجل المنافسة
شاركت في البطولات التالية:
- بطولة العالم لكرة اليد للسيدات 1993
- بطولة العالم لكرة اليد للسيدات 1995
- بطولة العالم لكرة اليد للسيدات 1997
- بطولة العالم لكرة اليد للسيدات 1999
- بطولة العالم لكرة اليد للسيدات 2001
- بطولة العالم لكرة اليد للسيدات 2003
- بطولة أوروبا لكرة اليد للسيدات 1994
- بطولة أوروبا لكرة اليد للسيدات 1998
- بطولة أوروبا لكرة اليد للسيدات 2000
- بطولة أوروبا لكرة اليد للسيدات 2002

## الميداليات
| الميدالية | المسابقة                            |
| --------- | ----------------------------------- |
| فضية      | الألعاب الأولمبية الصيفية 2000      |
| فضية      | بطولة العالم لكرة اليد للسيدات 1995 |
| فضية      | بطولة العالم لكرة اليد للسيدات 2003 |
| ذهبية     | بطولة أوروبا لكرة اليد للسيدات 2000 |
| برونزية   | بطولة أوروبا لكرة اليد للسيدات 1998 |

## روابط خارجية
- أغنيس فاركاس على موقع الاتحاد الأوروبي لكرة اليد (الإنجليزية)
- أغنيس فاركاس على موقع أوليمبيديا (الإنجليزية)